# Suite Capriol
La Suite Capriol es una serie de danzas compuestas en octubre de 1926 por Peter Warlock (30 de octubre de 1894- 17 de diciembre de 1930), compositor y crítico de música inglés. Esta Suite es considerada uno de sus trabajos más populares.

## Composición
Durante su carrera, Warlock mostró gran interés por la música antigua. Escribió artículos, editó y realizó transcripciones de canciones para laúd. Este interés por la música antigua lo llevó a escribir algunas obras relacionadas con este tipo de repertorio, como sus 20 canciones para voz y piano, así como su famosa suite Capriol. Originalmente escrita para dúo de piano, Warlock la orquestó más tarde para ensamble de cuerdas y orquesta completa. De acuerdo al compositor, están basadas en melodías del Orchésographie, un manual de danzas renacentistas creado por Thoinot Arbeau. Sin embargo, el biógrafo de Warlock, Cecil Gray, dijo "si comparamos esas melodías con lo que el compositor hizo de ellas se verá que, a todos los efectos, puede considerarse como una obra original".
También considerado una autoridad en el tema de la música antigua, se le pidió que escribiera el prefacio de una nueva traducción que se hizo del Orchésographie, en donde no solo hizo el prefacio, también tomó notas sobre los ejemplos musicales. Las melodías expuestas en dicho tratado no fueron escritas por Arbeau, solo fueron recopiladas de danzas populares. Warlock imprime sus propias ideas armónicas y no sigue estrictamente las estructuras establecidas. Así el pieds-en-l'air tiene una influencia de Delius y el mattachins de Bartók. Solo la pavana conserva su forma original.
Se puede catalogar a esta suite dentro de las obras con trasfondos culturales como Pulcinella de Stravinsky, Fantasía de Vaughan Williams sobre un tema de Thomas Tallis y Mikrokosmos de Bartók.
Esta obra fue dedicada al compositor bretón Paul Ladmirault.

## Análisis
La suite consta de seis movimientos:

### 1. Basse-Danse, allegro moderato
Danza cortesana popular entre los siglos XV y XVI, se conforman de una combinación de compases en 6/4 y 3/2, permitiendo el uso de la hemiola, como lo podemos observar en el primer movimiento de la suite.

### 2. Pavane, allergretto, ma un poco lento
Danzas populares en Italia, en compás de 2/4 o 4/4. Arbeau la describe como una música invariable, con la posibilidad de estar a doble tiempo y con dos secciones regulables.

### 3. Tordion, con moto
Danza viva, similar a la gallarda, acompañaba a la danza baja y se bailaba junto con el par pavana-gallarda, como se muestra en el orden de esta suite.

### 4. Bransles, presto
Danza popular caracterizada por ser una danza regional, es decir, en cada región se encontraba una forma diferente. Por la forma en al que está escrita podemos decir que se trata de una bransles de borgoña, por su forma irregular.

### 5. Pieds-en-l’air, andante tranquilo
Pieds-en-l’air, es otra manera de llamar a la gallarda. Compuesta principalmente en compás binario compuesto, en el caso de la suite encontramos un compás de 9/4, correspondiente a una hemiola.

### 6. Mattachins (danza de espadas), allegro con brio
Llamada también danza de los bufones, danza viva en compás binario. Es el único movimiento donde el compositor hace uso de armonía moderna.